# Barbakan (Wodzisław Śląski)
Barbakan ve Wodzisławi Śląském (Vladislavi), polsky Barbakan w Wodzisławiu Śląskim, Baszta Rycerska na Grodzisku nebo Wieża Romantyczna w Wodzisławiu Śląskim, je památkově chráněná novogotická věž (rozhledna). Nachází se v lese ve svazích kopce Grodzisko, ve čtvrti Wilchwy města Wodzisław Śląski v okrese Wodzisław ve Slezském vojvodství v jižním Polsku.

## Historie věže
Barbakan výšky 20 metrů byl postaven v letech 1867 až 1868 jako součást malého lesního hrádku místním romantikem, milovníkem historie a tehdejším bohatým majitelem lesního pozemku Edwardem Braunsem. Z budov hrádku se dochovala jen věž. Věž je postavena na místě původního hradiště, kde před rokem 1257 rozkládala osada, která byla předchůdcem dnešní Vladislavi. V roce 1925 proběhla rekonstrukce věže a vznikla vyhlídka s restaurací. Od roku 1938 začala věž chátrat až do roku 1991, kdy byla obnovena. V červnu 2004 byla věž zapálena neznámými pachateli a následně opět chátrala. V roce 2012 byly renovovány stěny a vnější fasáda věže. V roce 2021 byla dokončena poslední renovace.

## Další informace
Věž je v sezóně přístupná a vstup je zpoplatněn. Přístup k věži je z blízkého lesního parkoviště u božích muk na Grodzisku.

## Galerie

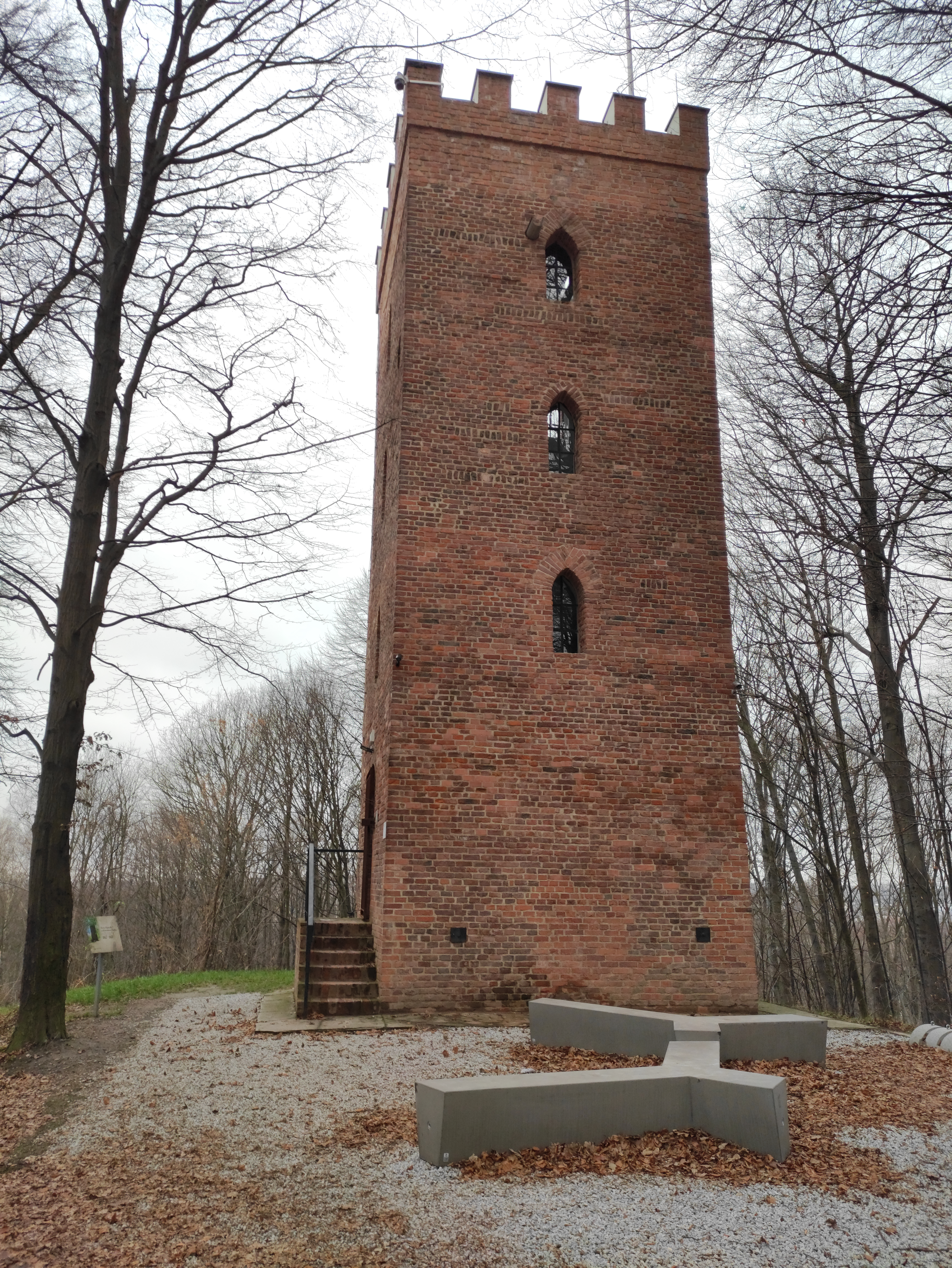
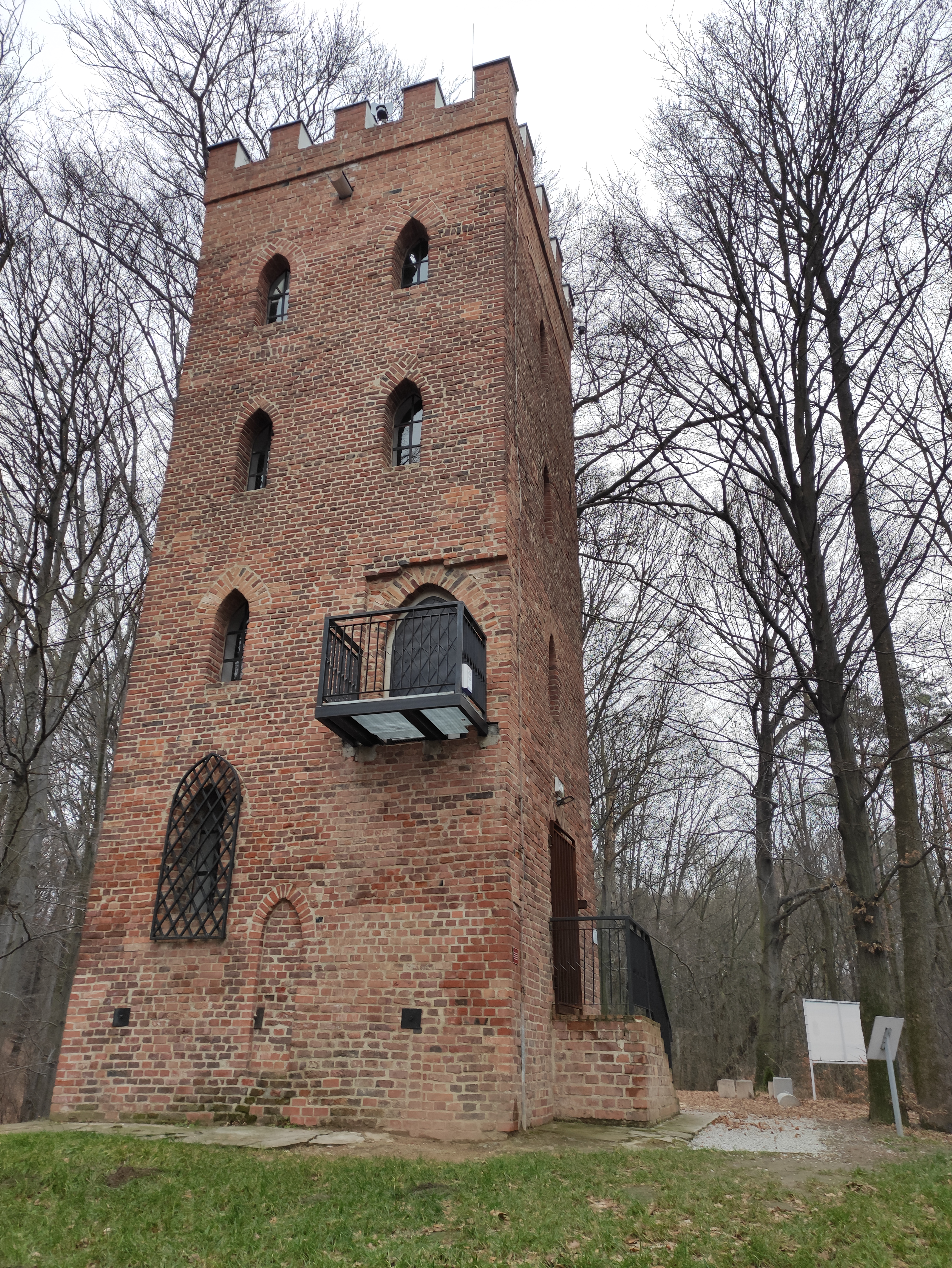
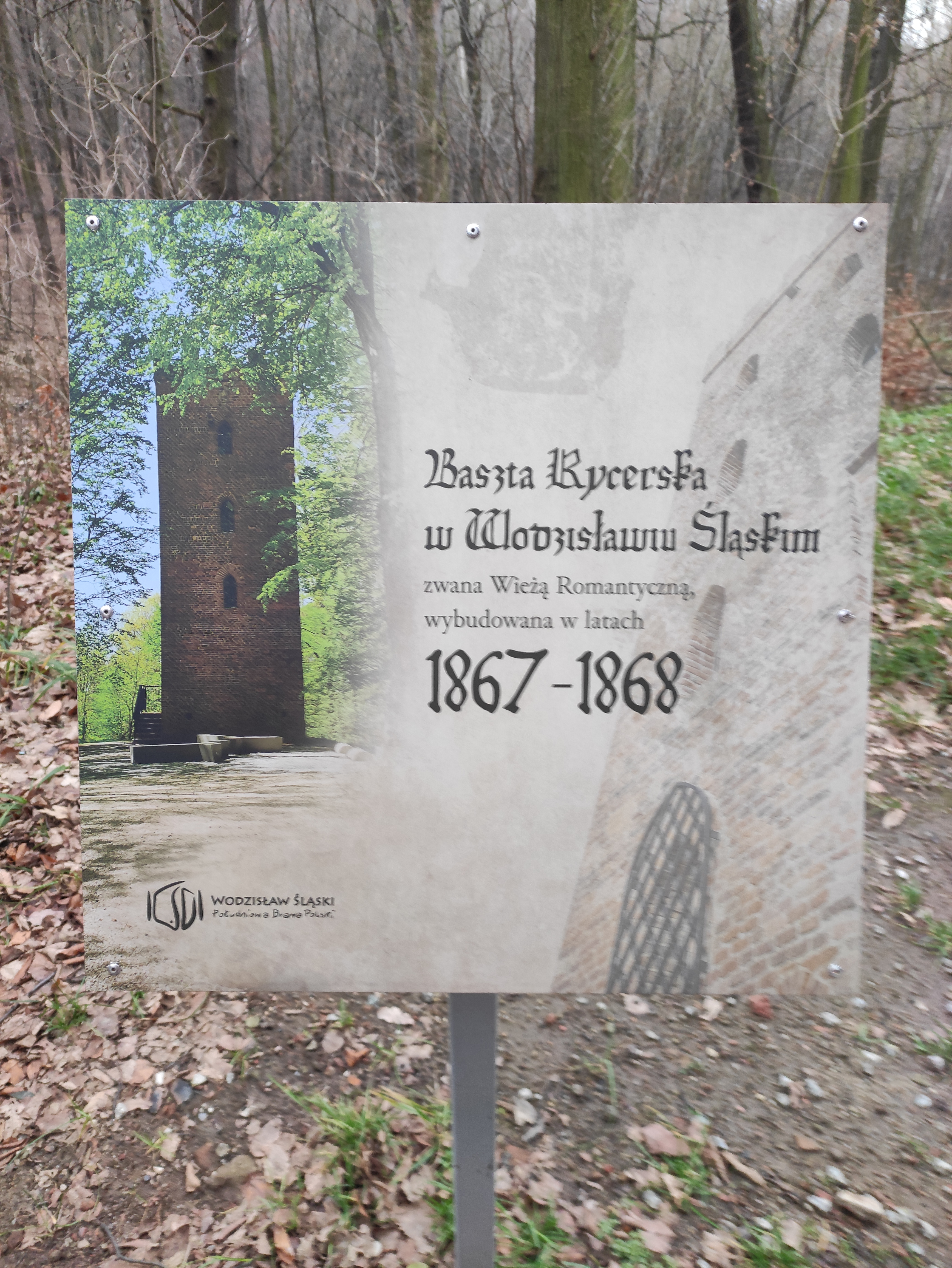
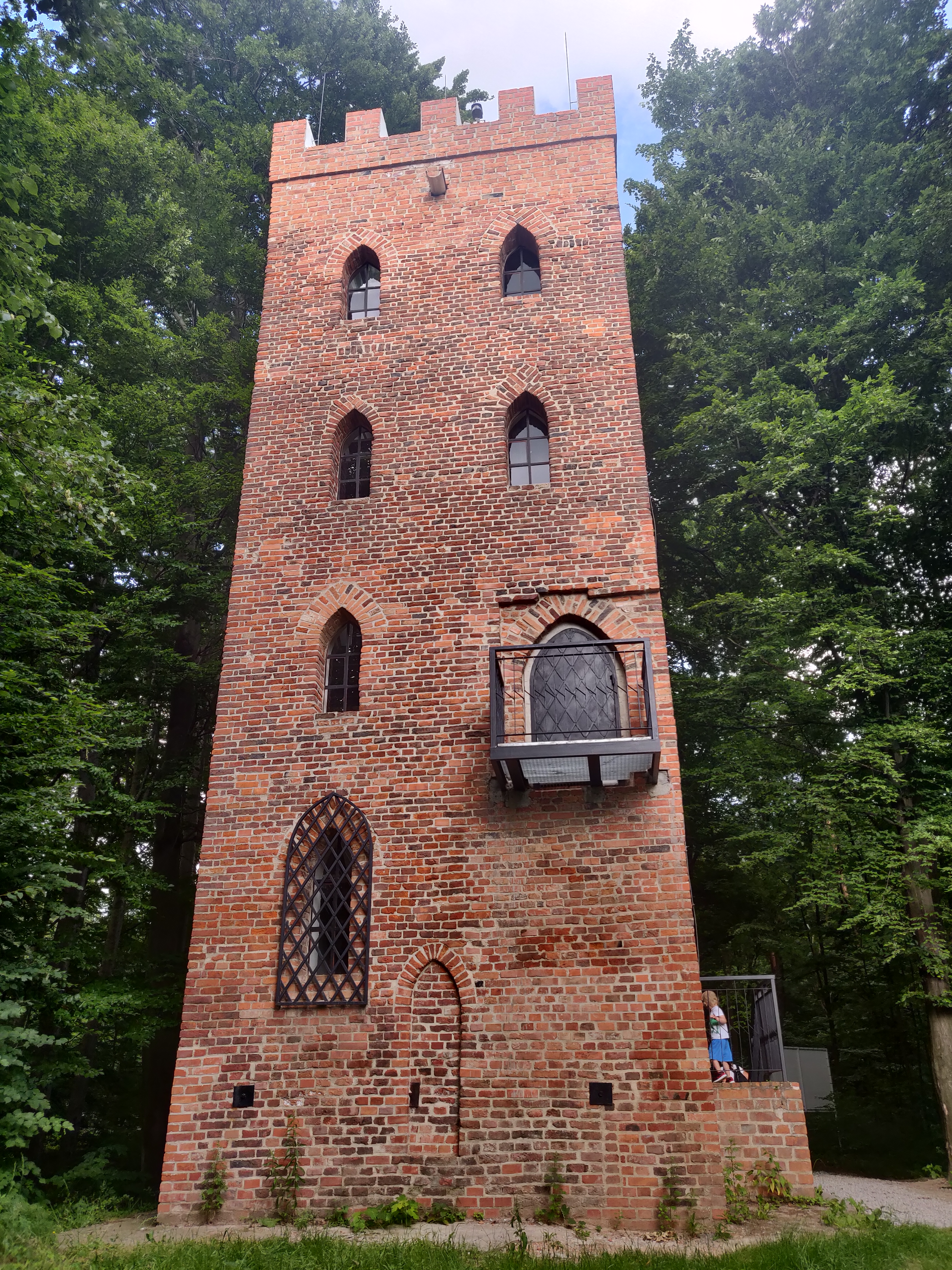